# The Biggest Reggae One Drop Anthems
The Biggest Reggae One Drop Anthems – seria składanek z muzyką reggae, wydawana corocznie w latach 2005-2009 oraz 2011 przez londyńską wytwórnię Greensleeves Records.

## Dyskografia
- The Biggest Reggae One Drop Anthems 2005
- The Biggest Reggae One Drop Anthems 2006
- The Biggest Reggae One Drop Anthems 2007
- The Biggest Reggae One Drop Anthems 2008
- The Biggest Reggae One Drop Anthems 2009
- The Biggest Reggae One Drop Anthems 2011